# Lowie Cuylaerts
Lowie Cuylaerts (* 21. März 2000 in Herentals) ist ein belgischer Eishockeyspieler, der seit 2016 bei HYC Herentals unter Vertrag steht und in der belgisch-niederländischen BeNe League spielt.

## Karriere
Lowie Cuylaerts spielt seit Beginn seiner Karriere bei HYC Herentals und wurde bereits als 16-Jähriger in der belgisch-niederländischen BeNe League eingesetzt. 2019 gewann er mit HYC die BeNe League. 2017, 2018, 2019 und 2020 wurde er mit dem Verein belgischer Meister sowie 2017, 2019 und 2020 auch Pokalsieger.

### International
Für Belgien nahm Cuylaerts im Juniorenbereich an der U18-Weltmeisterschaft 2018 in der Division III sowie den U20-Weltmeisterschaften 2018, 2019 und 2020 in der Division II teil.
Für die Herren-Nationalmannschaft spielte Cuylaerts bei den Weltmeisterschaften 2022 und 2023.

## Erfolge und Auszeichnungen
- 2017 Belgischer Meister und Pokalsieger mit HYC Herentals
- 2018 Belgischer Meister mit HYC Herentals
- 2018 Aufstieg in die Division II, Gruppe B, bei der U18-Weltmeisterschaft der Division III, Gruppe A
- 2019 Gewinn der BeNe League mit HYC Herentals
- 2019 Belgischer Meister und Pokalsieger mit HYC Herentals
- 2020 Belgischer Meister und Pokalsieger mit HYC Herentals

## Statistik
(Stand: Ende der Spielzeit 2023/24)